# Odobasca
Odobasca – wieś w Rumunii, w okręgu Vrancea, w gminie Poiana Cristei. W 2011 roku liczyła 92
mieszkańców